# Ashes Tour 1970/71
Die Ashes Tour 1970/71 war die Tour der englischen Cricket-Nationalmannschaft, die die 46. Austragung der Ashes beinhaltete, und wurde zwischen dem 27. November 1970 und 17. Februar 1971 durchgeführt. Die Ashes Series 1970/71 selbst wurde in Form von sieben Testspielen zwischen Australien und England ausgetragen. Austragungsorte waren jeweils australische Stadien. Die Tour beinhaltete neben der Testserie eine Reihe weiterer Spiele zwischen den beiden Mannschaften im Winter 1970/71. Die Testserie wurde von England mit 2–0 gewonnen, die ebenfalls erstmals durchgeführte ODI-Serie mit einem durchgeführten Spiel wurde durch Australien mit 1–0 gewonnen.

## Vorgeschichte
Für beide Mannschaften war es die erste Tour der Saison.
Das letzte Aufeinandertreffen der beiden Mannschaften bei einer Tour fand in der Saison 1968 in England statt.

## Stadien
Die folgenden Stadien wurden für die Tour als Austragungsort vorgesehen.
| Stadion                  | Stadt     | Kapazität | Spiele               |
| ------------------------ | --------- | --------- | -------------------- |
| Adelaide Oval            | Adelaide  | 53.583    | 6. Test              |
| The Gabba                | Brisbane  | 42.000    | 1. Test              |
| Melbourne Cricket Ground | Melbourne | 100.024   | 3. & 5. Test; 1. ODI |
| WACA Ground              | Perth     | 20.000    | 2. Test              |
| Sydney Cricket Ground    | Sydney    | 48.000    | 4. & 7. Test         |

## Kaderlisten
| Test | Test | ODI | ODI |
| Australien | England | Australien | England |
| --- | --- | --- | --- |
| - Bill Lawry (K) - Ian Chappell (VK) - Greg Chappell - Alan Connolly - Tony Dell - Ross Duncan - Ken Eastwood - John Gleeson - Terry Jenner - Dennis Lillee - Ashley Mallett - Rod Marsh (wk) - Graham McKenzie - Kerry O’Keeffe - Ian Redpath - Paul Sheahan - Keith Stackpole - Alan Thomson - Doug Walters | - Ray Illingworth (K) - Geoff Boycott - Colin Cowdrey - Basil D’Oliveira - John Edrich - Keith Fletcher - John Hampshire - Alan Knott (wk) - Peter Lever - Brian Luckhurst - Ken Shuttleworth - John Snow - Derek Underwood - Bob Willis | - Bill Lawry (K) - Greg Chappell - Ian Chappell - Alan Connolly - Ashley Mallett - Rod Marsh (wk) - Graham McKenzie - Ian Redpath - Keith Stackpole - Alan Thomson - Doug Walters | - Ray Illingworth (K) - Geoff Boycott - Colin Cowdrey - Basil D’Oliveira - John Edrich - Keith Fletcher - John Hampshire - Alan Knott (wk) - John Lever - Ken Shuttleworth - John Snow |

## Tour Matches
Die englische Mannschaft bestritt als Marylebone Cricket Club sieben Tour Matches gegen Regionalteams Australiens.

## Tests

### Erster Test in Brisbane
| 27. November – 2. Dezember Scorecard | Brisbane | Australien 433 (115.3) & 214 (93.5) | – | England 464 (146.5) & 39-1 (15.6) |
|                                      |          | Remis                               |   |                                   |

Australien gewann den Münzwurf und entschied sich als Schlagmannschaft zu beginnen.

### Zweiter Test in Perth
| 11. – 16. Dezember Scorecard | Perth | England 397 (133.4) & 287-6d (101) | – | Australien 440 (114.5) & 100-3 (32) |
|                              |       | Remis                              |   |                                     |

Australien gewann den Münzwurf und entschied sich als Feldmannschaft zu beginnen.

### Dritter Test in Melbourne
| 31. Dezember – 5. Januar Scorecard | Melbourne | Australien     | – | England |
|                                    |           | Spiel abgesagt |   |         |

Am 2. Januar wurde das Spiel auf Grund des Wetters abgesagt und durch ein Limited-Overs-Match ersetzt. Der Status des Spiels ist umstritten, da es zwar der australischen Verband, jedoch viele Statistikern nicht als ausgetragener Test angesehen wird.

### Vierter Test in Sydney
| 9. – 14. Januar Scorecard | Sydney | England 332 (94.7) & 319-5d (94) | – | Australien 236 (76.6) & 116 (56.5) |
|                           |        | England gewinnt mit 299 Runs     |   |                                    |

England gewann den Münzwurf und entschied sich als Schlagmannschaft zu beginnen.

### Fünfter Test in Melbourne
| 21. – 26. Januar Scorecard | Melbourne | Australien 493-9d (128) & 169-4d (46) | – | England 392 (137.5) & 161-0 (58) |
|                            |           | Remis                                 |   |                                  |

Australien gewann den Münzwurf und entschied sich als Schlagmannschaft zu beginnen.

### Sechster Test in Adelaide
| 29. Januar – 3. Februar Scorecard | Adelaide | England 470 (136.2) & 233-4d (51) | – | Australien 235 (76.1) & 328-3 (115) |
|                                   |          | Remis                             |   |                                     |

England gewann den Münzwurf und entschied sich als Schlagmannschaft zu beginnen.

### Siebter Test in Sydney
| 12. – 17. Februar Scorecard | Sydney | England 184 (76) & 302 (100.7) | – | Australien 264 (83.6) & 160 (62.5) |
|                             |        | England gewinnt mit 62 Runs    |   |                                    |

Australien gewann den Münzwurf und entschied sich als Feldmannschaft zu beginnen.

## One-Day International in Melbourne
Dieses ODI war das erste seiner Art auf internationaler Ebene. Das Spiel war nicht als ODI geplant, wurde jedoch auf Grund des schlechten Wetters in Melbourne als Ersatz zum dritten Test in Erwägung gezogen um das Publikum zu unterhalten. Der Zuschauerzuspruch war deutlich höher als erwartet (es wurden 46.006 Zuschauer gezählt) und so etablierte sich diese Spielform über die Jahre neben Tests zur zweiten wichtigen Spielform im internationalen Cricket.
| 5. Januar Scorecard | Melbourne | England 190 (39.4/40)            | – | Australien 191-5 (34.6/40) |
|                     |           | Australien gewinnt mit 5 Wickets |   |                            |

Australien gewann den Münzwurf und entschied sich als Feldmannschaft zu beginnen. Als Spieler des Spiels wurde John Edrich ausgezeichnet.